# Na (EP)
Na es el segundo EP en solitario de la cantante surcoreana Nayeon, miembro del grupo Twice. Fue lanzado por JYP Entertainment y Republic Records el 14 de junio de 2024. El miniálbum contiene siete pistas, incluido el sencillo principal «ABCD» y colaboraciones con los cantantes Sam Kim y Julie de Kiss of Life.

## Antecedentes y lanzamiento
El 9 de abril de 2024, el medio de noticias surcoreano Xsports News informó que Nayeon se estaba preparando para un nuevo trabajo musical en junio del mismo año. JYP Entertainment respondió ante la noticia que aún no se había decidido una fecha de lanzamiento. Posteriormente, el 13 de mayo, se anunció que su nuevo álbum sería publicado el 14 de junio de 2024, con el lanzamiento de un logotipo a la medianoche junto a un póster que contenía la frase «Cómo enamorarse de Na». Tras el anuncio, la compañía publicó una serie de imágenes conceptuales, desde el 20 al 30 de mayo de 2024.
El 24 de mayo de 2024, JYP lanzó un adelanto de su nuevo sencillo principal titulado «ABCD», para ser lanzado junto con el EP, Na. El adelanto presentaba un adelanto de la canción, que es una pista de baile pop con influencias del hip hop con la frase inicial «Hey listen to me now». La letra, escrita por Rick Bridges y Park Jin-young, utiliza el alfabeto de forma creativa para transmitir un mensaje sobre cómo enseñar y tentar a un interés amoroso. La canción fue compuesta y arreglada por Pdogg.

## Lista de canciones
| CD / descarga digital |                                       |                                                                 |                                                                 |                                  |          |  |
| N.º                   | Título                                | Letras                                                          | Música                                                          | Arreglos                         | Duración |  |
| 1.                    | «ABCD»                                | Rick Bridges, J.Y. Park                                         | Pdogg, Ghstloop, Aron Wyme, Lucky Lou, Shorelle                 | Ghstloop, Pdogg, Aron Wyme, Evan | 2:42     |  |
| 2.                    | «Butterflies»                         | Rachel West, Barry Cohen                                        | Rachel West, Barry Cohen                                        | Gingerbread                      | 3:41     |  |
| 3.                    | «Heaven» (dueto con Sam Kim)          | Johan Fransson, Goson, Lily Leilani Meola, Sam Fischer, Sam Kim | Johan Fransson, Goson, Lily Leilani Meola, Sam Fischer, Sam Kim | Johan Fransson, Goson            | 3:06     |  |
| 4.                    | «Magic» (feat. Julie de Kiss of Life) | Charli Taft, Daniel "Obi" Klein                                 | Charli Taft, Daniel "Obi" Klein                                 | Daniel "Obi" Klein               | 3:26     |  |
| 5.                    | «HalliGalli»                          | Lee Chan-hyuk                                                   | Lee Chan-hyuk                                                   | LP                               | 3:07     |  |
| 6.                    | «Something»                           | Jinli                                                           | Sam Klempner, Ruuth, Sandra Wikström                            | Sam Klempner                     | 3:07     |  |
| 7.                    | «Count It»                            | Sole                                                            | Sofia Kay, Aaron Berton, Matt Crawford                          | Theo and the Climb               | 3:14     |  |
| 22:27                 |                                       |                                                                 |                                                                 |                                  |          |  |

## Posicionamiento en listas
| Lista (2024)                        | Mejor posición |
| ----------------------------------- | -------------- |
| Alemania (Offizielle Top 100)       | 50             |
| Bélgica (Ultratop Flanders)         | 149            |
| Bélgica (Ultratop Wallonia)         | 89             |
| Corea del Sur (Circle Chart Albums) | 1              |
| Estados Unidos (Billboard 200)      | 7              |
| Japón (Oricon Combined Albums)      | 47             |
| Japón (Billboard Japan Albums)      | 21             |
| Reino Unido (UK Physical Singles)   | 1              |
| Suiza (Schweizer Hitparade)         | 64             |

## Historial de lanzamiento
| País          | Fecha               | Formato                                 | Sello             |
| ------------- | ------------------- | --------------------------------------- | ----------------- |
| Corea del Sur | 14 de junio de 2024 | CD, descarga digital, streaming, vinilo | JYP Entertainment |